# Де Вос, Франц
Франц Де Вос (нидерл. Franz De Vos; 20 августа 1856, Гент — 6 марта 1919, Гент) — бельгийский пианист и композитор. Брат Исидора Де Воса.
Родился в семье сапожника. В 1870—1878 гг. учился в Гентской консерватории, в том числе у Эдуарда Де Воса и Карела Мири, затем у Макса Хейндерикса. Интенсивно концертировал во Фландрии, прежде всего с произведениями Роберта Шумана и Фридерика Шопена.

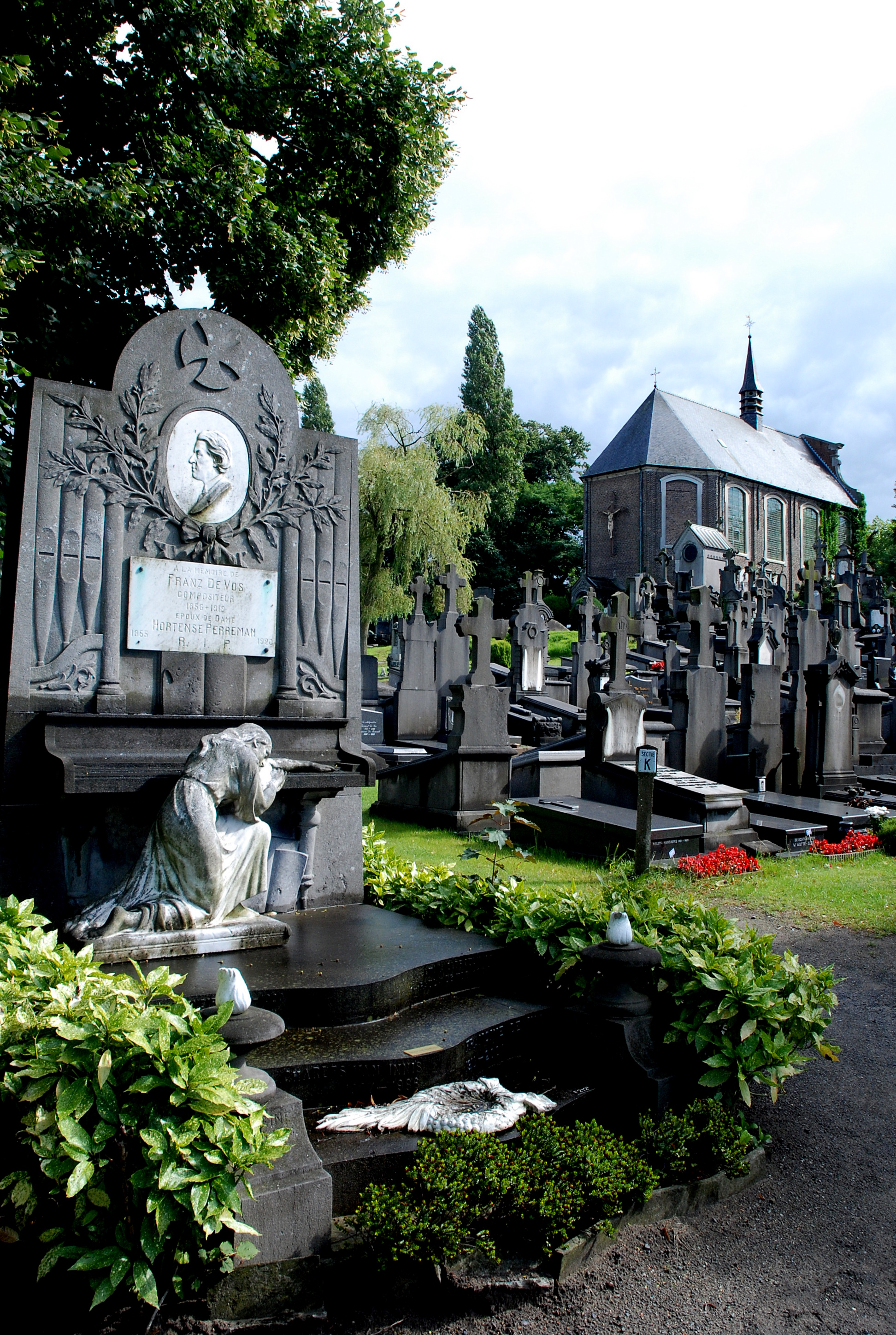
Надгробие Франца Де Воса на кладбище Кампо-Санто в Генте

Среди сочинений Де Воса — фортепианный концерт до минор, Девять романсов для скрипки и фортепиано, фортепианные пьесы (преимущественно лёгкого концертного содержания), романсы, в том числе на стихи К. Л. Ледеганка. Учеником Де Воса был Йозеф Риландт.